# Natalia Zambrzycka
Natalia Zambrzycka (ur. 14 marca 1996 w Warszawie) – polska aktorka. Znana jest głównie z roli Agaty w Barwach szczęścia.

## Filmografia
| Rok       | Tytuł           | Rola                |
| --------- | --------------- | ------------------- |
| 2004–2006 | Plebania        |                     |
| od 2007   | Barwy szczęścia | Agata Pyrka         |
| 2018      | Oko za oko      | Adrianna Grzybowska |